# Adriana Fabbri Seroni
Adriana Fabbri Seroni (também conhecida sómente como Adriana Seroni, (Florença, 9 de junho de 1922 - 9 de abril de 1984) foi uma jornalista e deputada pelo Partido Comunista Italiano, muito conhecida pela defesa dos direitos das mulheres.

## Biografia
Nascida em Florença em 1922, formou-se em Letras e trabalhou como jornalista, sempre atenta aos problemas e direitos das mulheres. Feminista, foi deputada pelo Partido Comunista Italiano à partir de 1972 até seu falecimento, ocorrido em 1984.

### Obras de Adriana Seroni
- La questione femminile in Italia, 1970-1977, Roma: Editori Riuniti, coleção: La Questione femminile, 11, 1977
- Donne comuniste: identità e confronto, Roma: C. Salemi, 1984